# Grand Fleet

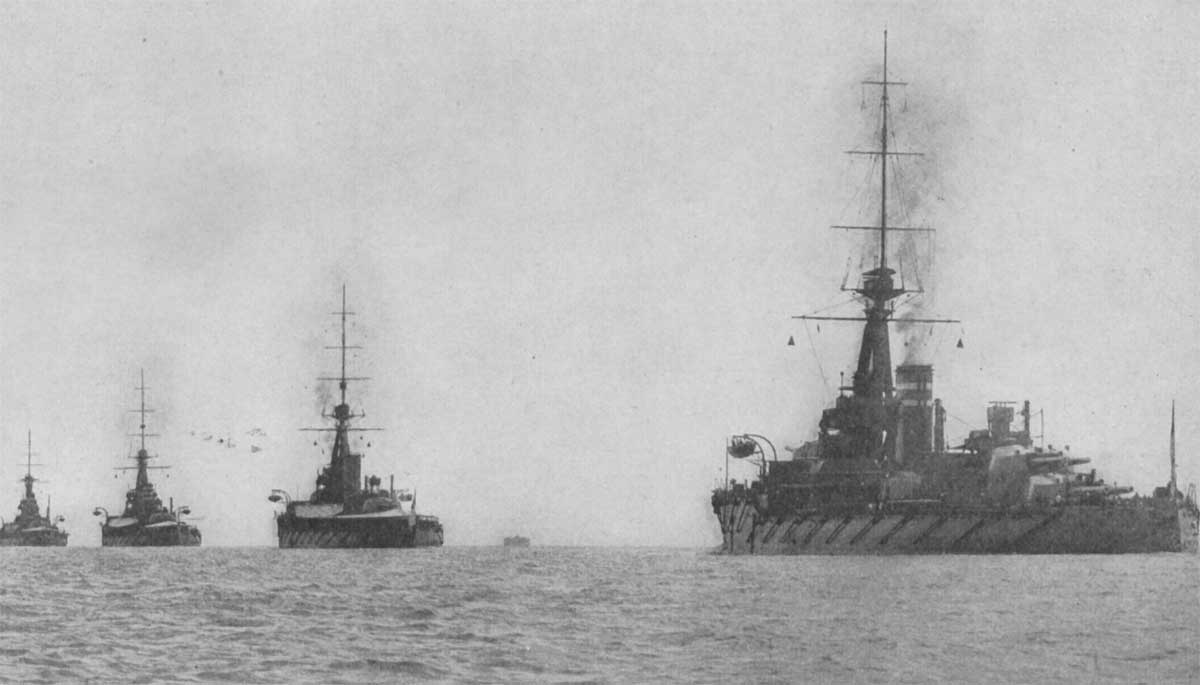
Het 2nd Battle Sqadron van de Grand Fleet met v.l.n.r. de schepen: King George V, Thunderer, Monarch en Conqueror.

De Grand Fleet was de benaming van de Britse zeevloot ten tijde van de Eerste Wereldoorlog. Deze vloot was ontstaan door samenvoeging van de Home Fleet met de Atlantic Fleet. Aanvankelijk werd de vloot geleid door admiraal John R. Jellicoe. Later werd hij opgevolgd door de bevelhebber van de slagkruisers van de Grand Fleet admiraal David Beatty.
De Grand Fleet nam deel aan één vlootactie tijdens de oorlog, de onbesliste Zeeslag bij Jutland. Meer Britse schepen dan Duitse schepen werden tot zinken gebracht, hoewel de Hochseeflotte dusdanig beschadigd was dat ze maandenlang niet konden uitvaren. Strategisch was Jutland een Britse overwinning, want de Britse vloot behield de controle over de Noordzee zonder verder uitgedaagd te worden door de Duitse vloot.
De Grand Fleet had Scapa Flow in de Orkneyeilanden als thuishaven.